# Wiśniowiecki
Wiśniowiecki (ukrainska: Вишневе́цькі; litauiska: Višnioveckiai) är en gammal polsk-litauisk adelssläkt, som utslocknade 1744 med Michał Serwacy Wiśniowiecki, hetman av Litauen. Mest bemärkta av den furstliga linjen är:
- Dymitr Wiśniowiecki
- Jeremi Wiśniowiecki
- Michał Korybut Wiśniowiecki
- Michał Serwacy Wiśniowiecki